# Rigny-Saint-Martin
Rigny-Saint-Martin – miejscowość i gmina we Francji, w regionie Grand Est, w departamencie Moza.
Według danych na rok 1990 gminę zamieszkiwało 45 osób, a gęstość zaludnienia wynosiła 3 osób/km² (wśród 2335 gmin Lotaryngii Rigny-Saint-Martin plasuje się na 1000. miejscu pod względem liczby ludności, natomiast pod względem powierzchni na miejscu 341.).